# Centre hospitalier de Bigorre (La Gespe)
Le Centre Hospitalier Tarbes - Lourdes, ou Centre Hospitalier Tarbes - Lourdes, est un centre hospitalier situé dans le quartier de La Gespe à Tarbes (canton de Tarbes 3), département des Hautes-Pyrénées en région Occitanie.

## Histoire
Le centre hospitalier de Bigorre (La Gespe) était situé sur le site de l'Ayguerote, quartier Centre-ville,créé par le roi Louis XIV en 1703, l'hôpital Saint Joseph devient l'hôpital de l’Ayguerote puis le Centre Hospitalier de Tarbes en 1956 et s'agrandit peu à peu jusqu'en 1970. 
La construction du nouvel hôpital périurbain, situé au bord du ruisseau de la Gespe, est inauguré le 26 novembre 1979 et devient le site de court séjour du centre hospitalier de Bigorre (La Gespe).

## Composition
Le centre hospitalier de Bigorre (La Gespe) a une capacité de 345 lits et places, dont :
- Court-séjour : 345 (Médecine : 172, Chirurgie : 72, Urgence : 8, Obstétrique : 21…)[2]

## Missions et offre de soins
Offre hospitalière publique pour :
- la chirurgie vasculaire,
- la Chirurgie maxillofaciale et la stomatologie,
- la chirurgie endocrinienne,
- la chirurgie des plaies,
- l’activité médico chirurgicale d’ORL.
- la chirurgie ambulatoire
- la pneumologie
- La pédiatrie
- la cardiologie…

### Budget
Quelques chiffres pour 2013:
- son budget principal exploitation 148 494 720 €uros,
- produits versés par l'Assurance Maladie 90 289 374 €uros
- recettes diverses 21 629 985 €uros
- autres produits de l'activité hospitalière 11 453 685 €uros
- Total des investissements (travaux et équipements): 5 600 770 €uros

## Description
Le 1er juillet 1987,  le regroupement de trois sites : un site de court séjour (« La Gespe » à Tarbes) et deux sites gériatriques : L’Ayguerote à Tarbes et Vic-en-Bigorre forme le Centre Hospitalier Intercommunal de Tarbes - Vic en Bigorre (CHIC-TV) et le 6 juin 2003, l’établissement change de nom et devient le Centre Hospitalier de Bigorre (CHB). 

## Galerie d'images

Sélection de vues du centre hospitalier.
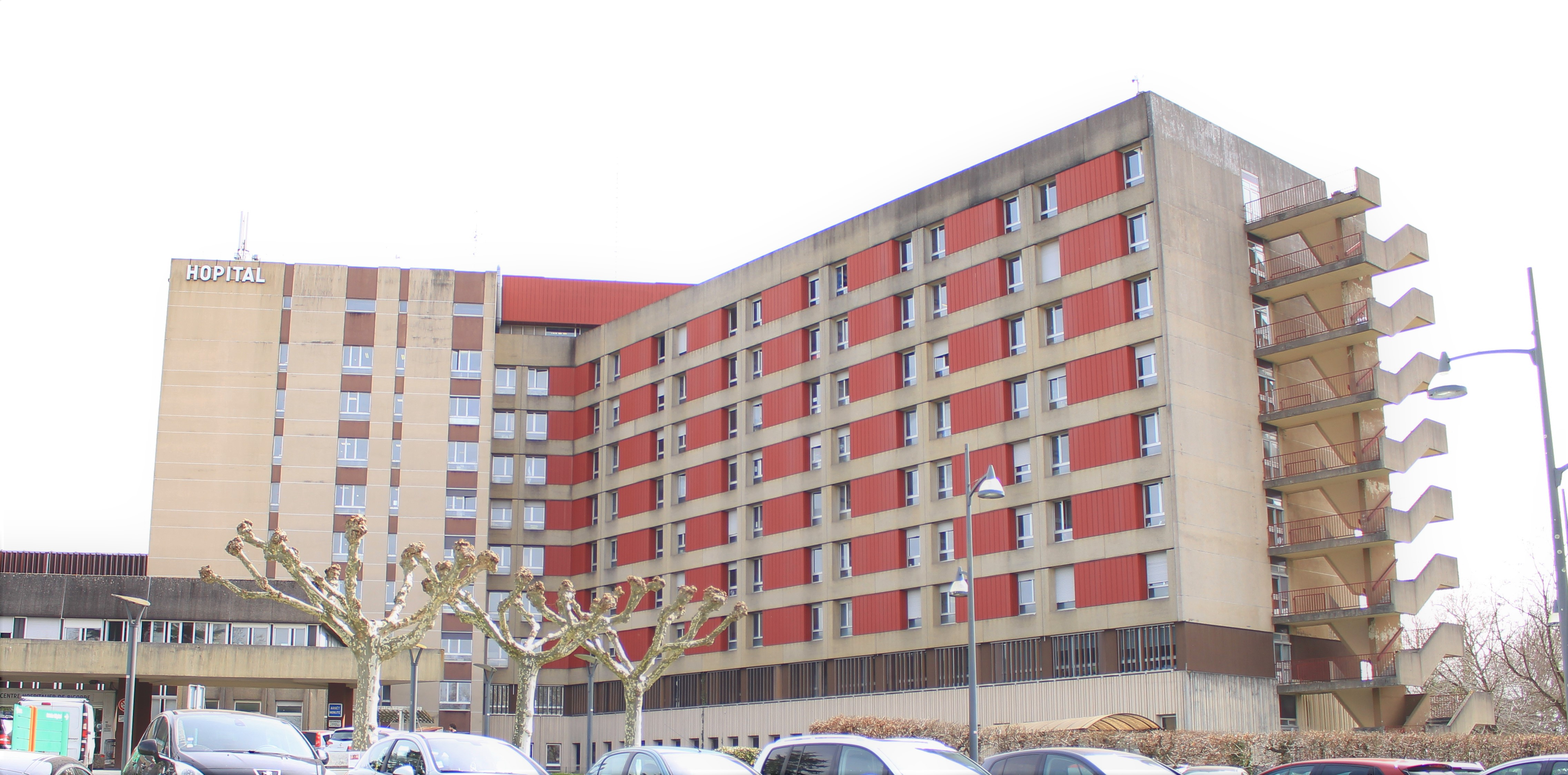
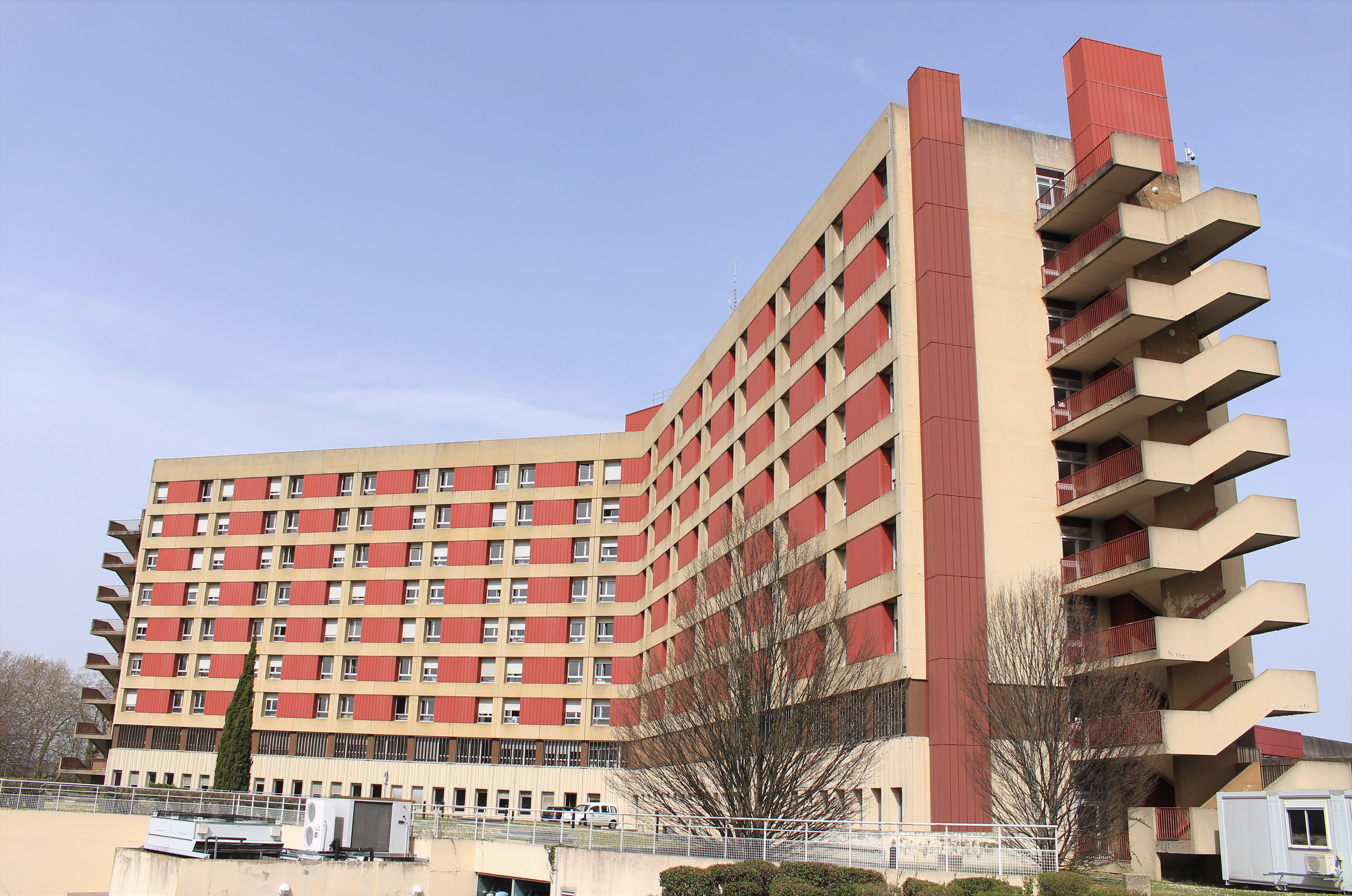
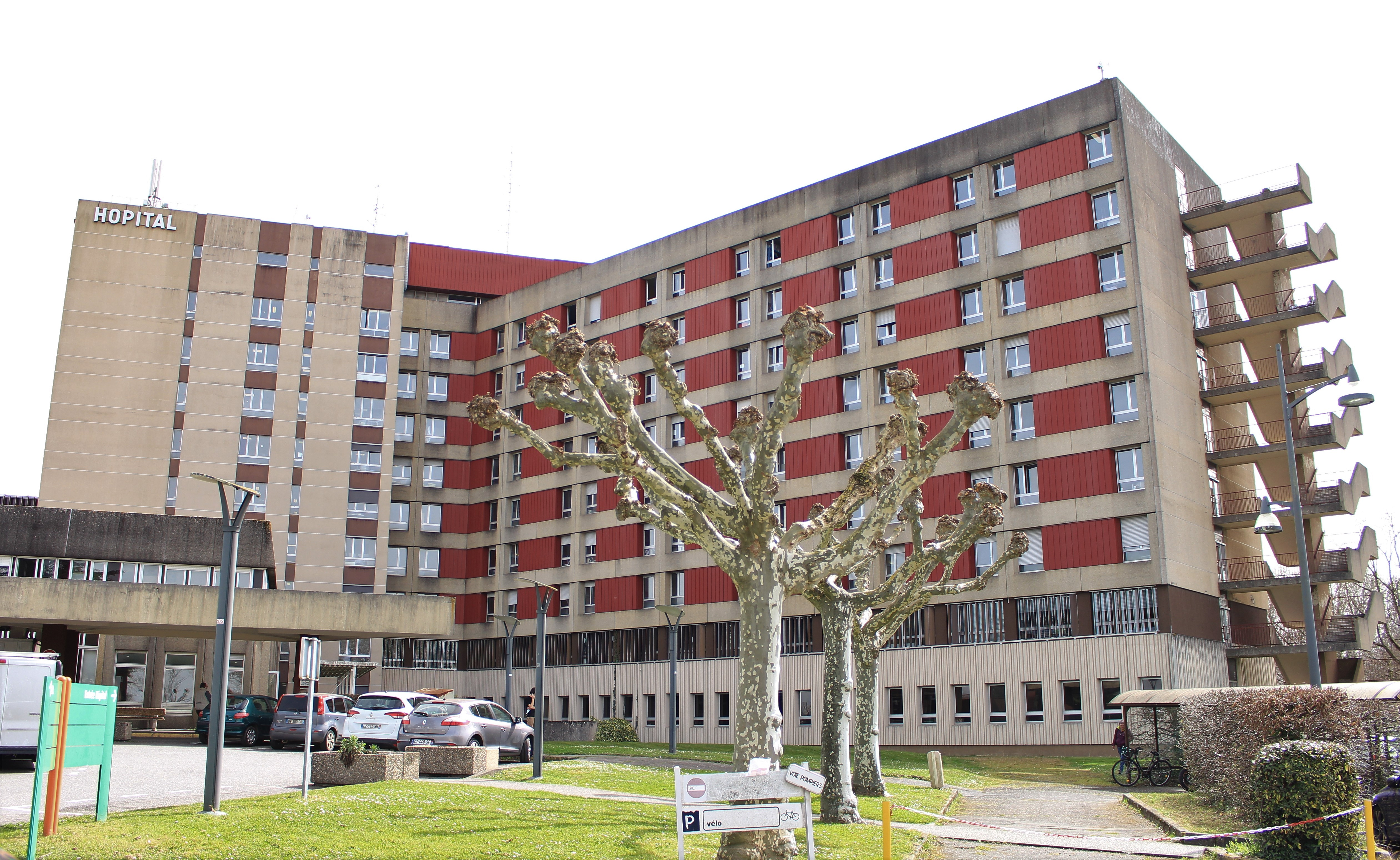